# Amdocs
Amdocs (hebraisk: אמדוקס) (NASDAQ: DOX

) er en amerikansk softwarevirksomhed med hovedkvarter i Chesterfield, Missouri. De er specialiserede i software og service til medier, finansiel service og digitalisering. De har 30.000 ansatte.
Virksomheden blev etableret i 1982 i Israel som et knopskud fra Golden Pages.